# Andreas Hedlund
Andreas Hedlund, detto Vintersorg (Skellefteå, 17 novembre 1973), è un musicista svedese che ha militato in diverse band metal. Oltre a cantare, suona la chitarra, il basso, la tastiera ed il flauto.
Andreas è noto ai più con lo pseudonimo Vintersorg, che in svedese significa "tristezza invernale". I temi trattati dagli album dove suona Vintersorg spaziano da argomenti relativi alla natura, all'astronomia, alla filosofia e alle tradizioni scandinave.

## Discografia

### Con gli Otyg
- 1998 - Älvefärd
- 1999 - Sagovindars Boning

### Con i Vintersorg
- 1998 - Hedniskhjärtad (EP)
- 1998 - Till Fjälls
- 1999 - Ödemarkens Son
- 2000 - Cosmic Genesis
- 2002 - Visions From The Spiral Generator
- 2004 - The Focusing Blur
- 2007 - Solens Rötter
- 2011 - Jordpuls
- 2012 - Orkan
- 2014 - Naturbål
- 2017 - Till Fjälls del II

### Con gli Havayoth
- 2000 - His Creation Reversed

### Con i Borknagar
- 2001 - Empiricism
- 2004 - Epic
- 2006 - Origin
- 2010 - Universal
- 2012 - Urd

### Con i Fission
- 2004 - Crater
- 2008 - Pain Parade

### Con i Waterclime
- 2006 - The Astral Factor
- 2007 - Imaginative

### Con i Cronian
- 2006 - Terra
- 2008 - Enterprise
- 2013 - Erathems